# Święcica Wielka
Święcica Wielka (biał. Вялікая Свянціца; ros. Великая Свентица) – wieś na Białorusi, w obwodzie grodzieńskim, w rejonie świsłockim, w sielsowiecie Werdomicze.
Znajduje się tu parafialna cerkiew prawosławna pw. św. Paraskiewy Serbskiej z 1815 r.

## Historia
W XIX w. majątek ziemski. W dwudziestoleciu międzywojennym folwark. Leżał on w Polsce, w województwie białostockim, w powiecie wołkowyskim, do 30 grudnia 1922 w gminie Święcica, następnie w gminie Mścibów.